# Торкве
Торкве (пол. Torque) — персонаж литературного цикла «Ведьмак» польского писателя Анджея Сапковского, сильван, живущий неподалёку от села Нижний Посад. Появляется в обеих экранизациях цикла.

## История персонажа
Торкве появляется в рассказе Анджея Сапковского «Край света» в сборнике «Последнее желание». Это сильван, который живёт в полях у села Нижний Посад в Дол Блатанна (Долине Цветов) и сотрудничает с эльфами: крадёт для них у кметов семена, рассаду, саженцы. Крестьяне пытаются прогнать его с помощью методов, описанных в старинной книге, но терпят неудачу. Встретившись на конопляном поле с Геральтом и Лютиком, Торкве принимает их за кметов и вымещает на них свою злость. Однако позже он не даёт эльфам их убить.
В польском телесериале «Ведьмак» 2002 года Торкве сыграл Лех Дыблик, и этот образ был признан неудачным. В американо-польском сериале с тем же названием, первый сезон которого вышел на экраны в 2019 году, Торкве сыграл Амит Шах — молодой британский актёр индийского происхождения со специфической внешностью. Известно, что на эту роль создатели американского сериала искали актёра в возрасте от 25 до 45 лет. Торкве появился во втором эпизоде сериала, «Четыре марки». Критики отметили, что этот образ реализован более удачно, чем некоторые другие образы фантастических существ, благодаря человеческим пропорциям, реальному присутствию на съёмочной площадке и впечатляющему гриму. По мнению одного из рецензентов, «причудливая козлиная морда, созданная с помощью искажающих эффектов макияжа, возможно, выглядит даже более тревожащей, чем крабьи ноги предыдущего противника Геральта» (кикиморы). В то же время сюжет рассказа «Край света», ставший литературной основой эпизода с Торкве, оказался скомканным, что помешало в том числе и раскрытию персонажа.